# Cantone di Montélimar-1
Il Cantone di Montélimar-1 è una divisione amministrativa dell'Arrondissement di Nyons.
A seguito della riforma approvata con decreto del 20 febbraio 2014, che ha avuto attuazione dopo le elezioni dipartimentali del 2015, è passato da 1 a 5 comuni oltre a parte del territorio comunale di Montélimar.

## Composizione
Prima della riforma del 2014 comprendeva parte della città di Montélimar e il comune di Ancône.
Dal 2015, oltre a parte della città di Montélimar, i comuni appartenenti al cantone sono i seguenti 5:
- Ancône
- La Coucourde
- Saulce-sur-Rhône
- Savasse
- Les Tourrettes